# Joseph Wright of Derby
Joseph Wright zwany Wright of Derby (ur. 3 września 1734 w Derby, zm. 29 sierpnia 1797 tamże) – angielski malarz. Tworzył głównie w Derby, które było wówczas ośrodkiem rewolucji przemysłowej. 
Kształcił się w Londynie u Thomasa Hudsona w latach 1751-1753 i 1756-1757. Od lat sześćdziesiątych  XVIII wieku zaczął malować obrazy, na których ukazywał sceny w sztucznym oświetleniu. Tematyka ta miała przynieść mu sławę i być kontynuowana w jego późniejszej karierze. W 1773 roku udał się w podróż do Włoch, gdzie był świadkiem wybuchu Wezuwiusza. W 1775 roku osiadł na stałe w Derby, wcześniej podjął próbę odniesienia sukcesu na południu Anglii jednak jego zamiary się nie powiodły. Był pierwszym słynnym malarzem brytyjskim, który zrobił karierę poza Londynem.
Jego malarstwo wyrastało z obserwacji techniki. Jako pierwszy wprowadził tematykę przemysłową do sztuki. Uważany za najlepszego malarza efektów świetlnych swojego czasu. Łączył realizm w przedstawianiu urządzeń technicznych z romantycznym ujęciem problematyki światła. Znany był również jako autor portretów znanych osobistości z Midlands.

## Obrazy
- Model systemu słonecznego - 1766, 147×203, Derby Museum and Art Gallery;
- Eksperyment z pompą próżniową – 1768, olej na płótnie, 183 × 244 cm, National Gallery
- Penelopa prująca całun - 1783-1784, 106 x 131 cm, J. Paul Getty Museum, Los Angeles